# Awraham Melammed
Awraham Melammed, Abraham Melamed (ur. 7 października 1921 na Litwie, zm. 12 grudnia 2005) – izraelski historyk filozofii, polityk, deputowany do Knesetu.
Walczył na froncie wojny izraelsko-arabskiej w 1948 (tzw. wojny o niepodległość). Studiował prawo i ekonomię na Uniwersytecie w Tel Awiwie, w 1978 na tej uczelni uzyskał doktorat nauk historycznych. Specjalizował się w filozofii żydowskiej okresu średniowiecza i Odrodzenia oraz historii żydowskiej myśli politycznej. Był profesorem historii i filozofii na Uniwersytecie w Hajfie, dyrektorem Centrum Badań Kultury Żydowskiej tej uczelni. Ogłosił m.in.: The Black in Jewish Culture: A History of the Order, The Philosopher-King in Medieval and Renaissance Jewish Political Thought, On the Shoulders of Giants.
W życiu politycznym był członkiem Narodowej Partii Religijnej (Mafdal), jednym z liderów jej frakcji Mifne. Był deputowanym do Knesetu czterech kadencji w latach 1969-1984 (wybierany w 1969, 1973, 1977 i 1981), brał udział m.in. w pracach parlamentarnych komisji finansów oraz kontroli państwowej.